# チェヴァプチチ

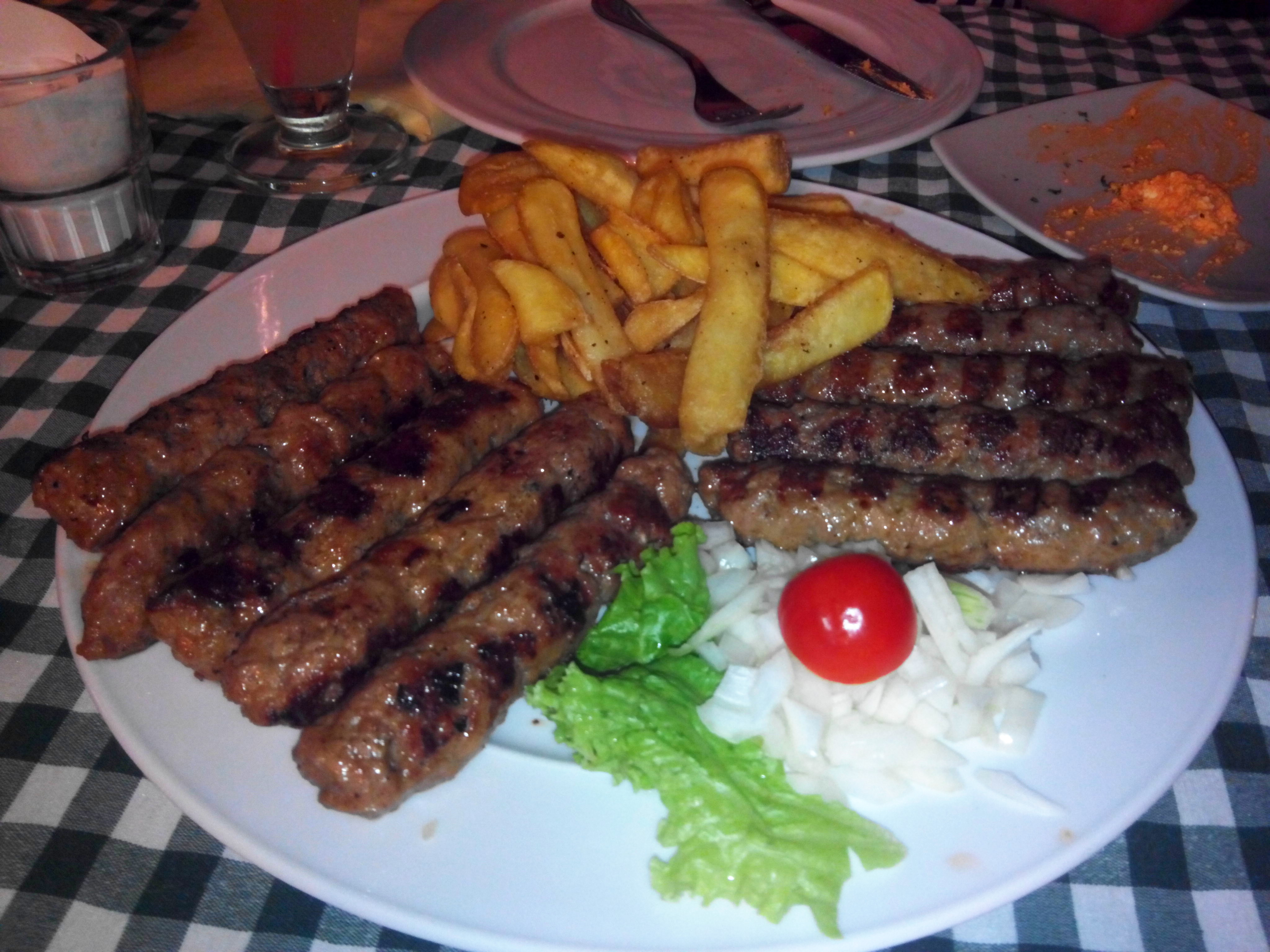
チェヴァプチチ

チェヴァプチチ (発音: [tɕɛv̞ǎːpi]), ćevapčići ( [tɕɛv̞ǎptʃitɕi], ћевапчићи)は小さく切った肉をケバブ同様に焼いた肉料理で、バルカン半島など南東ヨーロッパの伝統的な料理の一種である。
ブルガリアやボスニア・ヘルツェゴビナ、セルビアでは国民食の一種とも見なされている。
かつてユーゴスラビアを構成していた国であるクロアチアやモンテネグロ、マケドニア共和国、スロベニア以外にもルーマニアやチェコ、スロバキア、スロベニアと国境を接するイタリアの一部地域など近隣の諸国でも多く食され、ハンガリーやオーストリアのウィーンでも食べることができる。その他、ドイツなどでは田舎のレストランなどでバーベキューの定番になっている。
通常、チェヴァプチチは5〜10個ほどが皿かピタなどに供され、刻んだタマネギやサワークリーム、カイマク、アイヴァール、カッテージチーズ、細かく刻んだ赤唐辛子や塩など辛みや酸味を効かせた薬味が添えられる。セルビアのチェヴァプチチは牛肉やラム、豚肉、またはそれらを混ぜた物から作られ、ボスニアのチェヴァピは細かく刻んだ牛肉を手で混ぜるか漏斗で型をとって形を作り焼いている。マケドニアやクロアチア、ブルガリア、ルーマニアでは多くは豚肉や牛肉で作られている。ブルガリアで作られているケバプチェは豚や牛肉両方を混ぜて作られるが、豚肉だけで作られる物もあり大きさもチェヴァプチチより大きく供される数も1〜3個ほどで、フレンチフライが付き酸味のあるチーズであるシレヌやブルガリアのピクルスのペースト状の物であるリュテニツァなどが供される。

## 語源
チェヴァブチチはペルシア語由来のケバブに南スラヴ語群の縮小辞である-čićiをつけ小さいケバブを意味する現地の言葉で呼ばれている。 
クロアチア語, ボスニア語: ćevapčići/ćevapi、スロベニア語: čevapčiči/čevapi、セルビア語: Ћевапчићи/Ћевапи, ćevapčići/ćevapi、マケドニア語: Ќебапи, kjebapi、ブルガリア語: Кебапчета, kebapcheta、チェコ語: čevabčiči、ルーマニア語: ミティティ(mici/mititei)など様々な名で知られている。

## 歴史
チェヴァプチチのバルカンでの起源はオスマン帝国が南東ヨーロッパで勢力を広げた時代で、中世を通じて地域の名物料理としてキョフテやケバブの様に発展した。
ボスニアでは様々なチェヴァプチチがありトラヴニク、バニャ・ルカ、サラエヴォなど各地で食され、伝統的にピタにタマネギやカイマク、ヨーグルトが添えられる。サラエヴォの観光名所であるバシュチャルシヤなどでは多くの店が味を競い観光客や地元客を集めている。セルビアのレスコヴァチュキチェヴァプの調理法はセルビア料理のプリェスカヴィツァをベースにしているが、大きさは少し大きなソーセージである。名前の由来となっているレスコヴァツでは毎年レスコヴァツグリルフェスティバルが催されチェヴァピや他の肉料理が供される。ベオグラードにチャヴァブチチが初めてレスコヴァツからやって来たのは1860年代に今日のストゥデントスキ広場にあったカファナ"Rajić"で、あっという間にベオグラード市内中に広まった。
1930年代以前にはユーゴスラビア王国であったセルビア東部やマケドニア共和国にも広まっている。 1933年には最初の通りの屋台がスロベニアのマリボルに現れたが、始めた人物はレスコヴァツの出身で、屋台では焼き肉料理を供し、その中にチェヴァブチチが含まれていた。
オーストリアやチェコ、スロバキアのチェヴァブチチにはマスタード、細かく切った生のタマネギかフレンチフライが供されたファーストフードとなっている。